# Jacinto Canek
Jacinto Canek är en ort i Mexiko.   Den ligger i kommunen Casas och delstaten Tamaulipas, i den centrala delen av landet, 500 km norr om huvudstaden Mexico City. Jacinto Canek ligger 149 meter över havet och antalet invånare är 256.
Terrängen runt Jacinto Canek är huvudsakligen platt, men västerut är den kuperad.  Trakten runt Jacinto Canek är nära nog obefolkad, med mindre än två invånare per kvadratkilometer. Närmaste större samhälle är Casas, 4,8 km sydväst om Jacinto Canek. I omgivningarna runt Jacinto Canek växer huvudsakligen savannskog.